# Meron Getnet
Meron Getnet est une actrice éthiopienne. Star du cinéma et de la télévision en Éthiopie, elle est surtout connue à l’international pour son interprétation du rôle de Meaza Ashenafi dans le film Difret, salué par la critique.

## Eléments biographiques
À partir de 2013, Meron Getnet acquiert une notoriété en Éthiopie par son rôle dans  une série télévisée dramatique éthiopienne, Dana, dans laquelle elle incarne une journaliste nommée Helina. Quelques séries télé à succès la fait connaître en Ethiopie.
Elle fait ses débuts sur la scène cinématographique internationale dans Difret en 2014, dans lequel elle joue le rôle d'une avocate, personnage inspiré par la célèbre avocate éthiopienne, Meaza Ashenafi, qui lutte vigoureusement contre la tradition patriarcale,,,,.
En septembre 2014, lors de la première de Difret à Addis-Abeba, la projection est brusquement annulée en raison d'une décision de justice interdisant sa diffusion en Éthiopie. Cela a laissé les spectateurs stupéfaits et Meron Getnet, qui était présente, visiblement désemparée.
Elle mène des études à l'université d'Addis-Abeba.
Elle a également publié sur un internet un poème en amharique intitulé Hagere, Hizbe, Kibre (Mon pays, mon peuple, mon honneur), ou elle critique le gouvernement sous l'administration de Meles Zenawi.

## Filmographie (sélection)

### Longs métrages cinématographiques
- 2014 :	Difret
- 2015 : Yetekefelebet (የተከፈለበት)
- 2015 : Tirafikua (ትራፊኳ)

### Séries pour la télévision
- 2013 : 'Dana (ዳና)
- 2014 : Live@Sundance